# Jorg Verhoeven
Jorg Verhoeven (Ámsterdam, 5 de junio de 1985) es un deportista neerlandés que compitió en escalada, especialista en la prueba de dificultad.
Ganó una medalla de bronce en el Campeonato Mundial de Escalada de 2007 y una medalla de bronce en el Campeonato Europeo de Escalada de 2013.

## Palmarés internacional
| Campeonato Mundial | Campeonato Mundial | Campeonato Mundial | Campeonato Mundial |
| Año                | Lugar              | Medalla            | Prueba             |
| ------------------ | ------------------ | ------------------ | ------------------ |
| 2007               | Avilés (España)    | Medalla de bronce  | Dificultad         |
| Campeonato Europeo |                    |                    |                    |
| Año                | Lugar              | Medalla            | Prueba             |
| 2013               | Chamonix (Francia) | Medalla de bronce  | Dificultad         |